# Sol-Britt Agerup
Sol-Britt Agerup, född 18 november 1922 i Bromma, död 25 augusti 2009 i Högalids församling i Stockholm, var en svensk skådespelare.
Hon var gift med konstnären Lennart Pilotti. De är gravsatta i minneslunden på Skogskyrkogården i Stockholm.

## Filmografi
- 1939 – Gläd dig i din ungdom
- 1939 – Kadettkamrater
- 1940 – Stora famnen
- 1940 – Man och kvinna
- 1940 – Juninatten
- 1940 – Lillebror och jag
- 1941 – I natt - eller aldrig
- 1941 – Göranssons pojke
- 1941 – Den ljusnande framtid
- 1969 – Lördagen den 5-10
- 1970 – En kärlekshistoria

## Teater

### Roller
| År   | Roll         | Produktion              | Regi         | Teater      |
| ---- | ------------ | ----------------------- | ------------ | ----------- |
| 1945 | Lady Markham | Olivia Terence Rattigan | Ernst Eklund | Vasateatern |

### Fotnoter
1. ↑  ”Sol-Britt Agerup”. Svensk Filmdatabas. http://www.sfi.se/sv/svensk-filmdatabas/Item/?type=PERSON&itemid=145212&ref=%2ftemplates%2fSwedishFilmSearchResult.aspx%3fid%3d1225%26epslanguage%3dsv%26searchword%3dSol-Britt+Agerup%26type%3dPerson%26match%3dBegin%26page%3d1%26prom%3dFalse. Läst 17 september 2012.
2. ↑  ”LENNART Umberto PILOTTI”. Lexikonet Amanda. http://www.lexikonettamanda.se/show.php?aid=18076. Läst 1 mars 2013.
3. ↑  SvenskaGravar
4. ↑  ”Olivia”. Musikverket. http://calmview.musikverk.se/CalmView/Record.aspx?src=CalmView.Performance&id=PERF14155&pos=439. Läst 5 maj 2016.